# Tibouchina blanchetiana
Tibouchina blanchetiana är en tvåhjärtbladig växtart som beskrevs av Célestin Alfred Cogniaux. Tibouchina blanchetiana ingår i släktet Tibouchina och familjen Melastomataceae. Inga underarter finns listade i Catalogue of Life.